# GE: Good Ending
GE – Good Ending (яп. ＧＥ～グッドエンディング～ GE ~ гуддо эндингу ~, Хороший конец) — японская серия манги от автора Сасуга Кэй.

## Сюжет
Сэйдзи Уцуми влюблен в свою одноклассницу — весёлую и популярную Сё Икэтани, члена теннисной команды. Юки Курокава, другая его одноклассница, как-то поймала его на подглядывании за Сё и убедила парня присоединиться к теннисному клубу. После она помогает Сэйдзи тренироваться и дает советы по поводу его отношений с Сё, в то же время Сэйдзи начинает обращать все больше и больше внимания на саму Юки.

## Персонажи
Сэйдзи Уцуми (яп. 内海 聖志 Уцуми Сэйдзи)
Юки Курокава (яп. 黒川 雪 Курокава Юки)
Сё Икэтани (яп. 池谷 晶 Икэтани Сё)

## Критика
Французское издание первого тома получило рейтинг 2/4 от Фаустин Лийаз на сайте planetebd.com. Второй том получил рейтинг 1/4. По состоянию на 23 января 2011 года 6 том был продан в Японии в количестве 29 806 экземпляров. По состоянию на 22 января 2012 года 11 том был продан в количестве 28 480 экземпляров.